# Åke Nauman
Frans Åke Theodor Nauman (Stoccolma, 28 marzo 1908 – Stoccolma, 18 maggio 1995) è stato un pallanuotista svedese che ha partecipato alle Olimpiadi di Berlino 1936, giocando nel ruolo di portiere.
Era il figlio di Theodor, anch'egli pallanuotista olimpico e portiere.